# Saint-Georges-d'Elle
Saint-Georges-d'Elle è un comune francese di 391 abitanti situato nel dipartimento della Manica nella regione della Normandia.

## Società

### Evoluzione demografica
Abitanti censiti